# Ricinocarpos rosmarinifolius
Ricinocarpos rosmarinifolius là một loài thực vật có hoa trong họ Đại kích. Loài này được Benth. miêu tả khoa học đầu tiên năm 1873.